# U-18-Faustball-Europameisterschaft 2001
Die 3. Faustball-Europameisterschaft für männliche U18-Mannschaften fand am 14. und 15. Juli 2001 in Wallisellen (Schweiz) zeitgleich mit der Europameisterschaft 2001 für weibliche U18-Mannschaften statt. Die Schweiz war zum zweiten Mal Ausrichter der Faustball-Europameisterschaft der männlichen U18-Mannschaften. Neben vier europäischen Mannschaften nahm auch die Mannschaft Namibias teil, da es in Afrika keine kontinentalen Meisterschaften gibt.

## Platzierungen
| Rang | Land        |
| ---- | ----------- |
| 1.   | Deutschland |
| 2.   | Schweiz     |
| 3.   | Österreich  |
| 4.   | Italien     |
| 5.   | Namibia     |